# Verhältniswahl
Eine Verhältniswahl (in der Schweiz auch Proporzwahl oder kurz Proporz genannt) ist eine Wahl unter einem Wahlsystem, bei dem die Sitze möglichst genau in dem Verhältnis zugeteilt werden, in welchem abgestimmt wurde.
Die am häufigsten benutzten Verhältniswahlsysteme sind die Listenwahl in 85 Ländern, ein personalisiertes Verhältniswahlrecht in sieben Ländern und eine übertragbare Einzelstimmgebung in den drei Ländern Irland, Malta und Australien. Bei der Listenwahl werden Wahllisten nach unterschiedlichen Modi verwendet.
Die Verhältniswahl ist eine der beiden verbreitetsten Wahlsysteme für Länderparlamente, das andere ist die Mehrheitswahl.

## Grenzen der Proportionalität bei der Verhältniswahl
Bei vielen Verhältniswahlsystemen gibt es über die inhärente Schwelle für den ersten Sitz hinaus eine Mindestbedingung, die eine Gruppe erreichen muss, um berücksichtigt zu werden. Erreicht eine Liste nicht die in der Sperrklausel definierten Anforderungen, erhält sie keine Sitze. Die Wahlgleichheit für jede Stimme kann mit dem Gallagher-Index gemessen werden.

## Beispielrechnung
Die Verfahrensweise bei einem Verhältniswahlsystem lässt sich durch folgendes Beispiel verdeutlichen: Eine Gruppe, die 30 % der Stimmen bekommen hat, bekommt auch möglichst genau 30 % der Sitze. Da die so errechneten Sitz-Anzahlen meist keine ganzen Zahlen sind, wird vor der Wahl ein anzuwendendes Sitzzuteilungsverfahren festgelegt.

## Tendenzielle Vor- und Nachteile des Verhältniswahlsystems

### Vorteile des Verhältniswahlsystems
- Der Wählerwille wird gut zum Ausdruck gebracht, da eine Partei entsprechend ihrem Anteil an Stimmen einen Anteil der Sitze erhält. Weit weniger Stimmen als bei Mehrheitswahlen bleiben wirkungslos.
- Auch kleine und mittlere Parteien erhalten ein angemessenes politisches Mitwirkungsrecht.
- Das Ergebnis der Wahl ist nur wenig durch den Zuschnitt der Wahlkreise zu beeinflussen.
- Jede einzelne Stimme – auch für Wahlverlierer – hat den gleichen Erfolgswert, kann sogar (in seltenen Fällen) die Zusammensetzung eines Parlaments beeinflussen. Eine Ausnahme hiervon bilden Sperrklauseln wie die Fünf-Prozent-Hürde.
- Die Interessen von Minderheiten werden zu einer höheren Wahrscheinlichkeit vertreten.
- Die Wahlbeteiligung ist tendenziell höher.[5][6]

### Nachteile des Verhältniswahlsystems
- Es ist für den Wähler oder die Wählerin schwerer, die Leistungen einer einzelnen Partei nachzuvollziehen.[5]
- Kleine Parteien üben verhältnismäßig viel Einfluss auf die Regierungsbildung und -programmatik aus. Absolute Mehrheiten sind bei einer Verhältniswahl eher die Ausnahme als die Regel, so dass in der Regel Koalitionsregierungen notwendig werden (die Ausnahme bildet die Minderheitsregierung). Eine Partei mit 6 % Stimmgewicht kann in einer Koalition mit einer 45-%-Partei deutlich mehr Programmatik durchsetzen, als es der Wählerwille zugesteht. Auch personell können meist mehr Ministerämter besetzt werden, als prozentual zugestanden wären.[7][8]

- Bei einer Verhältniswahl hat der Wähler oft keinen direkten Einfluss auf die Kandidaten, die die Sitze erhalten, da die Listen in der Regel von den Parteien aufgestellt werden. Dies kann dazu führen, dass in der Folge die Listenabgeordneten sich eher der Parteiführung verpflichtet fühlen als dem Wähler, da der Partei wiederum über die Listenaufstellung ein großer Einfluss auf die Wiederwahlchancen des Kandidaten zukommt. Tendenziell führt dies in der weiteren Folge zu einer starken Parteiendemokratie. Manche Systeme schwächen mit offenen oder lose gebundenen Listen diesen Nachteil ab.
- Der Einsatz einer Sperrklausel kann das Wahlergebnis einer Verhältniswahl beeinflussen. Parteien nahe der Sperrklausel werden unter Umständen nur gewählt, um ein Scheitern an ihr zu verhindern. Ebenfalls ist es möglich, dass Stimmen an aussichtsreichere Parteien vergeben werden.[9] Stimmen für Parteien, die die Sperrklausel nicht erreichen, werden nicht berücksichtigt.
- Wahlberechtigte Personen, die keine Stimme abgeben, werden nicht repräsentiert. Dies stellt insbesondere bei geringer Wahlbeteiligung die Legitimation der Wahl in Frage. Weiter kann bei einer sozialen oder demografischen Schieflage bei der Wahlbeteiligung die Repräsentativität der Wahl in Frage gestellt werden.[10]

## Verhältniswahlsysteme einiger Länder

### Deutschland

#### Personalisierte Verhältniswahl zum Deutschen Bundestag

Personalisierte Verhältniswahl bei der Wahl zum Bundestag

Die personalisierte Verhältniswahl ist ein Wahlverfahren, das bei der Wahl zum Deutschen Bundestag und mehreren Landtagen angewandt wird. Es bringt über eine zusätzliche Stimme (Erststimme) für einen Wahlkreiskandidaten Elemente der Mehrheitswahl  in das Verhältniswahlsystem ein.

#### Verhältniswahlrecht bei deutschen Kommunalwahlen
In den meisten deutschen Ländern (außer Nordrhein-Westfalen, Saarland, Berlin und teilweise Schleswig-Holstein) wird auf kommunaler Ebene das Verhältniswahlrecht durch Kumulieren (jeder Wähler hat mehrere Stimmen und kann einzelnen Bewerbern auch mehr als eine Stimme geben), Panaschieren (Wähler können nicht nur Listen ankreuzen, sondern auch Bewerbern von anderen Listen einzelne Stimmen geben) und Streichen (Wähler können Bewerber von der Liste, die sie ankreuzen, streichen) aufgelockert.

### Griechenland
In Griechenland wird das griechische Parlament als eine Kammer mit 300 Sitzen alle vier Jahre besetzt. Dabei werden 288 Abgeordnete in 56 Wahlkreisen und 12 Abgeordnete über landesweite Parteilisten gewählt.

### Italien
Bis 1994 wurde in Italien mit einem Verhältniswahlsystem gewählt, das faktisch keine Prozenthürden vorsah und somit maßgeblich große Koalitionen in der italienischen Parteienlandschaft verhinderte, was zu häufigen Regierungswechseln führte.
Nach einem Referendum wurde 1994 unter anderem bei den Wahlen zum Abgeordnetenhaus eine Vier-Prozent-Hürde (Sperrklausel) eingeführt, außerdem wurden mittlerweile nur noch 25 Prozent der Sitze nach dem Verhältniswahlrecht vergeben, die restlichen 75 Prozent nach dem Mehrheitswahlrecht.
Durch das Wahlrechtsreformgesetz 270/2005 wurde das Wahlrecht erneut geändert. Nach der Zustimmung der Camera dei deputati beschloss am 14. Dezember 2005 auch der Senato della Repubblica mit 160 zu 119 Stimmen ein (modifiziertes) Verhältniswahlsystem (wieder)einzuführen. Das neue Wahlrecht wurde am 22. Dezember 2005 von Staatspräsident Ciampi verkündet und wurde bereits für die Parlamentswahlen im April 2006 angewendet. Das Gesetz sieht einen „Bonus“ für den Wahlsieger vor, um klare Mehrheiten im Parlament zu sichern (Mehrheits-Proporzsystem), d. h. das Erreichen von 340 Sitzen in der Abgeordnetenkammer wird für die mehrheitliche Koalition garantiert. Außerdem sind Sperrklauseln für kleine Parteien festgesetzt. Es gibt drei Hürden für das Abgeordnetenhaus: 10 % für die Listenverbindungen, 4 % für nicht verbundene Parteien und 2 % für Parteien in Listenverbindungen. Für Parteien, die anerkannte Minderheiten vertreten, gilt eine Ausnahmeregelung. 2017 wurde das Wahlrecht erneut geändert, es sieht jetzt eine Sperrklausel von 3 % vor und ist eine Mischung aus Verhältnis- (5/8) und Mehrheitswahl (3/8) (Grabenwahlsystem). Am 4. März 2018 wurde erstmals nach diesem Modell sowohl die Abgeordnetenkammer als auch der Senat gewählt.

### Israel
In Israel gibt es ebenfalls eine Sperrklausel, die bis zur Wahl 2013 bei 2 % lag. Diese niedrige Hürde bewirkte eine stärkere Machtverteilung in der Knesset. Bisher waren stets mindestens neun verschiedene, sehr heterogene Parteien im Parlament vertreten. Am 11. März 2014 hob die Knesset die Sperrklausel auf 3,25 % an. Die Mandate werden nach dem Höchstzahlverfahren nach D’Hondt verteilt.

### Österreich
Bei den Wahlen zum Nationalrat gilt die Vier-Prozent-Hürde bzw. das Erreichen eines Grundmandates.

### Schweiz
Der in der Schweiz gebräuchliche Begriff für proportionale Vertretung, auch aller Bürger (Stimmberechtigten, Stimmbürger), ist Proporz, daher auch für die Verhältniswahl Proporzwahl. Mittels Proporz werden Teile der Legislative und (z. T) auch die Exekutive gewählt. Die Sitze werden im Verhältnis zu allen abgegebenen Stimmen verteilt. Faktisch läuft das darauf hinaus, dass zuerst die Parteistimmen für die Anzahl Sitze aufgerechnet und dann die Kandidaten mit den meisten Stimmen innerhalb der entsprechenden Parteilisten gesetzt werden. Für die nicht im Proporz gewählten Organe wird im Allgemeinen die Majorzwahl (Mehrheitswahl) verwendet.

#### Bund
- Der Nationalrat wird seit der Annahme der Eidgenössischen Volksinitiative «für die Proporzwahl des Nationalrates» in diesem Verfahren gewählt.[11] Ausgenommen davon sind Kantone, die aufgrund ihrer Einwohnerzahl nur jeweils einen Nationalrat (als Person) stellen. Dies sind die Kantone Appenzell Ausserrhoden, Appenzell Innerrhoden, Glarus, Nidwalden, Obwalden und Uri. Hier wird im Majorz gewählt (mit dem relativen Mehr bereits im ersten Wahlgang).
- Die Ständeräte von Jura und Neuenburg werden ebenfalls im Proporz gewählt.[12]

#### Kantone
- Die Parlamente der Kantone werden ebenfalls im Proporz gewählt. Ausnahme bilden die kantonalen Parlamente in den beiden Appenzeller «Halbkantonen» (und bis  2021 das Parlament in Graubünden), diese werden im Majorzverfahren gewählt.
- Im Kanton Tessin wird auch die Exekutive im Proporzverfahren gewählt (bis 2013 auch im Kanton Zug). In den übrigen Kantonen wird meistens der sogenannt „freiwillige Proporz“ praktiziert: Die Wahl erfolgt zwar nach dem Majorzverfahren; da aber entweder die größten Parteien darauf verzichten, für alle Sitze Kandidaten aufzustellen, oder deren Wähler z. T. auch Kandidaten anderer, kleinerer Parteien berücksichtigen, haben auch Letztere – im Rahmen des allgemein als legitim geltenden Sitzanspruchs ihrer Partei – reelle Wahlchancen.

#### Gemeinden, darunter auch Städte
- In größeren Gemeinden oder Städten der Schweiz wird der Einwohnerrat, auch Grosser Gemeinderat oder Grosser Stadtrat genannt, im Proporz gewählt. Dieses Wahlsystem wird auch angewendet für die Wahl einiger Gemeinde-Exekutiven und der Stadtregierung von Bern (als Ausnahme für Städte).[13]

#### Verteilung der Parlamentssitze
Beim Proporzwahlverfahren wird ermittelt, wie viele Stimmen einer Partei zufallen. Diese so genannten Parteistimmen setzen sich aus den Kandidatenstimmen und den Zusatzstimmen zusammen. Als Kandidatenstimmen zählen alle Stimmen, welche für Kandidaten der jeweiligen Partei abgegeben wurden. Trägt der Wahlzettel eine Parteibezeichnung, zählen auch alle leeren oder durchgestrichenen Stimmen für die Partei. Solche Stimmen werden als Zusatzstimmen bezeichnet. Wenn der Wahlzettel keine Parteibezeichnung trägt, gehen leere oder durchgestrichene Stimmen verloren. Die Stimmverrechnung erfolgt in der Schweiz nach dem Hagenbach-Bischoff-Verfahren, seit neuerem auch gemäß dem doppeltproportionalen Zuteilungsverfahren. Mehrere Kantone (AG, SO, ZG) kannten (zum Teil bis zur letzten Jahrhundertwende) in Abweichung vom sonst üblichen Kandidatenstimmen-Proporz einen Listenstimmen-Proporz, bei dem allein die für eine Parteiliste abgegebene Stimmenzahl für die Verteilung der Mandate maßgebend war.

#### Regeln von Proporzwahlen
Die Wähler müssen vorgedruckte Wahlzettel verwenden, sie können aber zwischen vorgedruckten Listen der Parteien und leeren Wahlzetteln wählen. Beide können handschriftlich verändert werden. Die Wähler haben dabei in der Schweiz folgende Möglichkeiten:
- vorgedruckten Wahlzettel unverändert belassen
- Personen auf einem vorgedruckten Wahlzettel streichen
- kumulieren, d. h. Kandidaten zweimal aufführen (nicht bei allen Wahlen)
- panaschieren, d. h. Kandidaten einer anderen Partei auf eine vorgedruckte Liste einer anderen Partei schreiben (nicht bei allen Wahlen)
- leeren Wahlzettel (sog. Freie Liste) verwenden. Wird die Liste mit einem Parteinamen gekennzeichnet, gehen alle leeren Zeilen als Parteistimmen als Zusatzstimmen an die genannte Partei. Andernfalls verfallen die Stimmen. Sie werden überhaupt nicht berücksichtigt.

Änderungen und Ergänzungen auf Wahlzetteln müssen von Hand vorgenommen werden. Alle Änderungen müssen eindeutig sein, d. h. der Kandidat muss mit Name und Vorname und wenn vorhanden mit Kandidatennummer, bei Verwechslungsgefahr evtl. sogar mit Beruf und Adresse etc., genau bezeichnet werden. Es dürfen höchstens so viele Kandidaten aufgeführt werden, wie Sitze zu vergeben sind. Überzählige Namen werden von unten her gestrichen.
Gültig sind nur Stimmen für Kandidaten, die auf einem der vorgedruckten Wahlzettel stehen – sie sind in der Regel nummeriert (z. B. 4.2 für 2. Person von Liste 4). Stimmen für andere Personen werden nicht gezählt. Wahlzettel, die identifiziert werden können, sei es durch Unterschrift oder durch andere Kennzeichnungen, sind ungültig, weil sie das Stimmgeheimnis verletzen. Ebenso ungültig sind Wahlzettel, die ehrverletzende Äußerungen enthalten (z. B. wenn zum Namen noch eine abschätzige Bezeichnung hingeschrieben wird), nicht mindestens einen gültigen Kandidatennamen aufweisen oder mechanisch (z. B. mit einer Schreibmaschine) verändert wurden.
Eine explizite Sperrklausel gibt es nicht, die faktische Sperrklausel, gegeben durch das natürliche Quorum, kann durch Listenverbindungen abgeschwächt werden.